# Scandy
Scandy (DJ Scandy) — сайд-проект норвежского музыканта Энди Ла Плагуа, солиста и основателя futurepop-группы Icon of Coil.

## История
Scandy — смесь техно-битов, мелодичного электро, драйва и женского вокала. Дебютный сингл Split, выпущенный под лейблом Great Stuff Recordings, потряс Electro/танцевальный мир и стал одним из любимых материалов для таких известных диджеев, как Paul Oakenfold, Ferry Corsten, Marco V, Tomcraft и символа Би-би-си — Judge Jules.

## Дискография

### EP
- 2004: Split (Great Stuff Recordings)
- 2005: Rock Me / Split / So Do Eye (Maelstrom Records)
- 2005: So Do Eye (Craft Music)

### LP
- 2006: 13 Ways To Masturbate (Masterhit Recordings)
- 2009: A Tribute To A-Ha